# Ян Жепецький
Ян Жепецький (пол. Jan Rzepecki; 29 вересня 1899, Варшава — 28 квітня 1983, там же) — офіцер Польської армії, дипломований полковник, військовий історик, перший президент підпільної збройної організації «Свобода та Незалежність».

## Польський офіцер
З 1914 року служив у Польських легіонах у лавах 1-го піхотного полку. Після «присяжної кризи» 1917 року (відмови легіонерів скласти присягу імператорам Німеччини й Австро-Угорщини) служив у Польських збройних силах, де закінчив офіцерську школу й отримав перший офіцерський чин. З листопада 1918 року служив у Війську Польському, командував взводом у школі підхорунжих. У 1922—1924 роках навчався у Вищій військовій школі у Варшаві.
З 1 жовтня 1924 року як офіцер Генерального штабу отримав направлення на службу в офіцерську піхотну школу у Варшаві, де командував батальйоном підхорунжих і викладав стратегію та військову тактику. Під час травневого перевороту 1926 року, на чолі з Юзефом Пілсудським, виступив на чолі свого батальйону на боці конституційної влади держави. Після перемоги Пілсудського переведено у провінцію на посаду командира батальйону. У 1928 році переведено на службу до навчального центру у Рембертові. У 1935—1939 році — викладач тактики у Вищій військовій школі.
Під час вересневої кампанії 1939 року — начальник III (оперативного) відділу армії «Краків».

## В Армії Крайової
Після окупації Польщі був начальником штабу округу Спілки збройної боротьби (СЗБ) «Варшава-місто». З 1940 року — полковник. У 1940—1944 роках — начальник Бюро інформації та пропаганди головного командування СЗБ — Армії Крайової. Псевдоніми — «Бурміст», «Презес», «Кравчик», «Гірський», «Седзя», «Вольський», «Ожуг», «Слюсарчик», «Войнар». Під його керівництвом працювали люди лівих і ліберальних поглядів (наприклад, Казімєж Мочарський, який змінив його на чолі бюро після Варшавського повстання), що викликало негативне ставлення з боку правих учасників Опору.
Учасник Варшавського повстання 1944 року, після капітуляції, у 1944—1945 роках, у німецькому полні, у таборах військовополонених Ламсдорф і Вольденберг. В. о. делегата польського уряду в країні Стефан Корбоньский говорив у 1945 році про Жепецького: «Вважаю його гарним штабним офіцером (він був відомим викладачем у головній військовій школі) та людиною з великими політичними здібностями. Хороший організатор, орієнтується та спирається на „Стронництво Людове“ (ПСЛ)» (ПСЛ — Польська селянська партія Станіслава Миколайчика).
Після визволення таємно повернувся до Польщі, виконував обов'язки коменданта законспірованої організації «Nie» («Незалежність»), завданням якої була підпільна боротьба з СРСР. З травня 1945 року — голова підпільної організації «DSZ» (Делегатура озброєних сил). Був прихильником припинення збройної боротьби в умовах, коли 5 липня 1945 новий уряд Польщі був визнаний США та Великою Британією. Водночас виступив проти заяви заарештованого полковника Яна Мазуркевича («Радослава»), який закликав у серпні-вересні 1945 року військовослужбовців АК вийти з підпілля. Вважав за необхідне створення політичної структури, що об'єднає солдатів й офіцерів АК, і за допомогою організаційного та пропагандистського ресурсу могла б вплинути на ситуацію в країні, зокрема під час майбутньої парламентської виборчої кампанії.
14 серпня видав офіційний наказ про розпуск «DSZ», на її основі створив й очолив нелегальну політичну організацію «WiN» («Свобода та Незалежність»). 2 жовтня на таємному з'їзді комендантів округів DSZ було обрано головою головного виконавчого комітету «WiN». 5 листопада 1945 року заарештовано управлінням безпеки (слідство у справі Жепецького вів відомий своєю жорстокістю полковник Ружанський). У цей же період було заарештовано й низку інших керівників «WiN», ліквідовано друкарню, в якій планувалося друкувати газету «Білий орел», вилучено п'ять радіостанцій та каса організації, розгромлено відділ закордонного зв'язку. Після цього Жепецький, отримавши гарантії слідчих для своїх підлеглих, закликав членів «WiN», які залишилися на волі, вийти з підпілля, активно співпрацював зі слідчими органами.
3 лютого 1947 року районний військовий суд Варшави засудив Жепецького до 8 років позбавлення волі. Потім помилувано, працював у навчальному відділенні Академії Генерального штабу. Ян Жепецький через Польське Радіо закликав членів «Свободи та Незалежності» прийняти оголошену 1947 року державну амністію. У 1949 році знову заарештовано, у 1954 році — звільнено, у 1956 році — реабілітовано. Працював в Інституті історії Польської Академії наук, здобув докторський ступінь.

## Нагороди
Нагороджений орденом Білого Орла (1995; посмертно), Золотим і Срібним хрестами Військового ордена «Virtuti Militari», Хрестом Незалежності, Хрестом Хоробрих (тричі).